# Tetragonula zucchii
Tetragonula zucchii är en biart som först beskrevs av Sakagami 1978.  Tetragonula zucchii ingår i släktet Tetragonula, och familjen långtungebin. Inga underarter finns listade.

## Utseende
Ett relativt litet bi med en kroppslängd av drygt 5 mm, och en vinglängd av samma storlek. Färgen är övervägande svartbrun till svart, även om munsköld, ben och första tergiten (främsta bakkroppssegmentet) kan vara ljusare.

## Ekologi
Släktet Tetragonula tillhör de gaddlösa bina, ett tribus (Meliponini) av sociala bin som saknar fungerande gadd. De har dock kraftiga käkar, och kan bitas ordentligt. Boet skyddas aggressivt av arbetarna.

## Utbredning
Arten har påträffats i Thailand och Malaysia.